# Романов, Александр Дмитриевич
Александр Дмитриевич Романов (1922 — 1945) — старший лейтенант Рабоче-крестьянской Красной Армии, участник Великой Отечественной войны, Герой Советского Союза (1945).

## Биография
Родился 18 января 1922 года на станции Томенарык (ныне — Жанакорганский район Кызылординской области Казахстана).
После окончания шести классов школы работал начальником почтового отделения в посёлке Жанакорган. В 1941 году Романов был призван на службу в Рабоче-крестьянскую Красную Армию. В 1942 году он окончил Гомельское пехотное училище. С июня того же года — на фронтах Великой Отечественной войны.
К апрелю 1945 года старший лейтенант Александр Романов командовал ротой мотострелкового батальона 70-й механизированной бригады 9-го механизированного корпуса 3-й гвардейской танковой армии 1-го Украинского фронта. Отличился во время Берлинской операции. 16 апреля 1945 года рота Романова переправилась через канал Тельтов и захватила плацдарм на его берегу, после чего в течение одиннадцати дней удерживала его до переправы основных сил.
28 апреля 1945 года Романов погиб в бою. Похоронен в Берлине.
Указом Президиума Верховного Совета СССР от 27 июня 1945 года старший лейтенант Александр Романов посмертно был удостоен высокого звания Героя Советского Союза. Также был награждён орденами Ленина и Красной Звезды.